# Anthony Morley
Anthony Morley (nascido em 1972) é um ex-modelo e assassino canibal inglês condenado à prisão perpétua, que foi preso em 24 de abril de 2008 em Harehills, Leeds, Inglaterra, acusado de matar Damian Oldfield.

## História
A polícia foi chamada para o apartamento de Anthony Morley um ex-modelo e chefe de cozinha em Leeds, onde encontraram o cadáver pelado, mutilado e com a garganta cortada de Damian Oldfield, de 33 anos no chão do quarto de Morley. A polícia descobriu pedaços cozidos de carne humana em uma tábua de cortar na cozinha de Morley. Anthony Morley, de 36 anos, estrangulou Damian Oldfield antes de esfaqueá-lo diversas vezes, para cortá-lo depois em seis peças de carne e cozinhá-las com ervas e azeite de oliva.
No dia do assassinato, segundo a polícia local, eles haviam marcado um encontro na casa do réu. Lá, ele preparou uma refeição antes de subirem para o quarto onde os dois homens mantiveram relações sexuais na cama do acusado. No dia do crime, Oldfield, disse que não queria mais continuar o namoro. Este afirmou que tinha matado Damian Oldfield que vendia espaços para anunciantes na revista gay Bent, porque tinha pensado que seu amante queria violentá-lo no meio da noite. Anthony Morley entrou, cerca de meia hora depois do crime, em um restaurante vizinho, vestido com um roupão sujo de sangue e sandálias, seu rosto e mãos estavam salpicadas de sangue, afirmando que tinha acabado de matar alguém que havia tentado estuprá-lo. Frequentadores do restaurante chamaram a polícia.

## Julgamento
"Você não apenas matou sua vítima ao cortar sua garganta e esfaqueá-la, mas você cortou, cozinhou e comeu parte dela", disse o juiz ao réu Anthony Morley. “Antes deste caso, eu associava que canibalismo acontecia em épocas remotas, como na história de Robinson Crusoé. Não mais”, disse o juiz James Stewart, e acrescentou ele. "Você desceu a profundezas raramente vistas em nosso tribunal." ao anunciar o veredicto de "um dos assassinatos mais sórdidos" no qual ele já trabalhou. O magistrado lembrou como Anthony Morley havia utilizado suas habilidades de chefe de cozinha para cortar seu amante e cozinhar sua carne. "Ela não estava a seu gosto, então a jogou no lixo", acrescentou.
Ao anunciar a sentença, foi possível ouvir aplausos do público e um grito de “assassino”. Anthony Morley foi considerado culpado em 17 de outubro de 2008, durante seu julgamento que teve três horas de duração, o acusado afirmou que não conseguia se lembrar de ter matado Damian Oldfield ou de qualquer de suas ações após o crime. Foi condenado em Leeds a prisão perpétua acrescentada de uma pena de 30 anos.
Anthony Morley foi famoso na época que era modelo, por ser o primeiro vencedor do concurso de beleza Mr. Gay do Reino Unido em 1993, quando tinha 20 anos.[carece de fontes?].